# Poliá (Évros)
Poliá (grec moderne : Πολιά) est une localité située dans le dème de Didymotique, dans le district régional d'Évros, dans la périphérie de Macédoine-Orientale-et-Thrace, en Grèce.
La localité appartient au district municipal de Metaxádes et à la communauté municipale d'Alepochóri. Selon le recensement de 2021, elle compte 93 habitants.
Le village est construit sur une pente et sa superficie est principalement constituée de plaines. En dehors du village passe l' Erythropotamos , qui est un affluent de l' Evros , et prend sa source en territoire bulgare. Le village est entouré des villages d'Alepochori , Avdella et Ladi , et se trouve à 28 kilomètres de Didymoteicho , avec lequel il est économiquement lié.